# Bärbel Fuhrmann

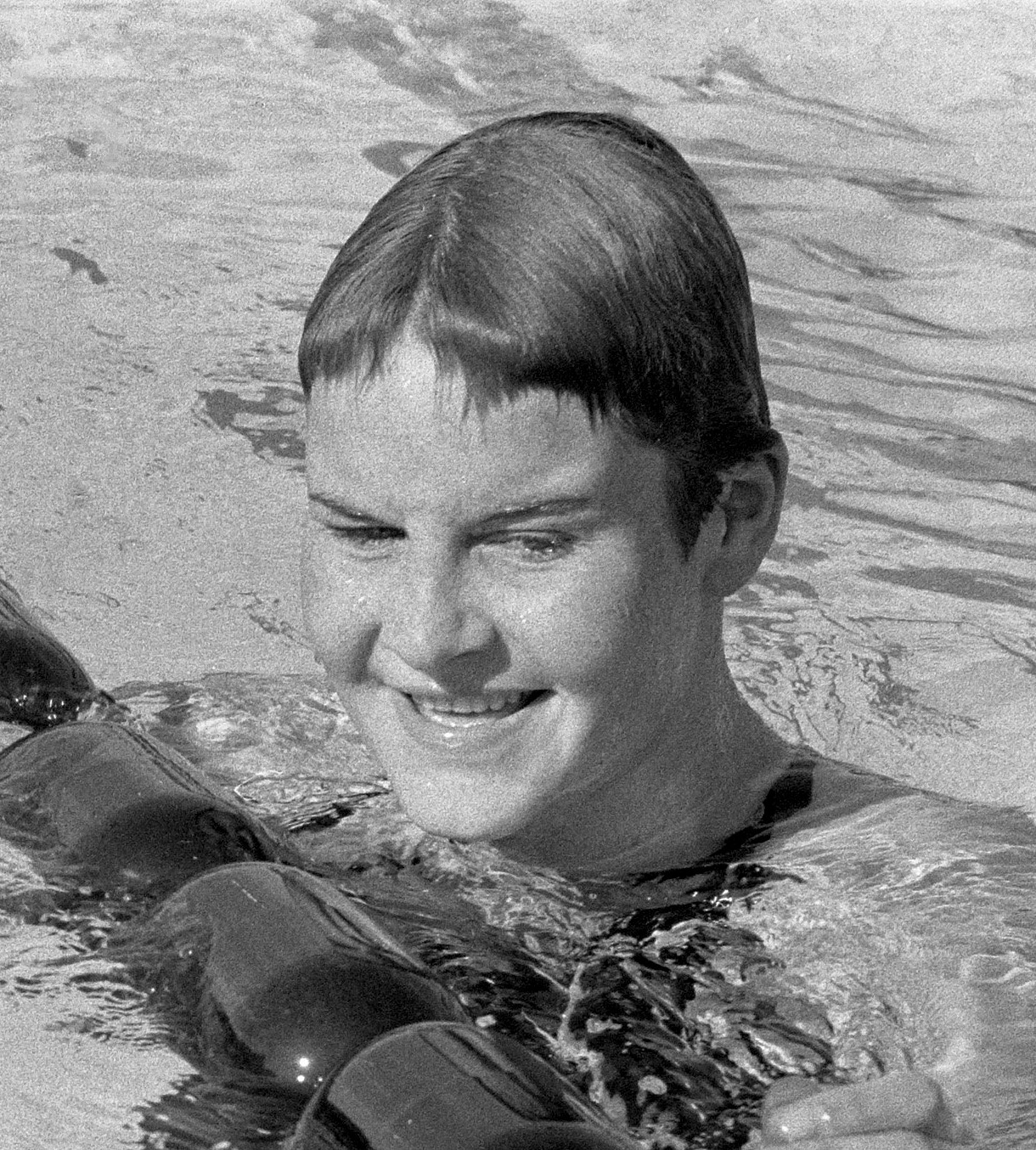
Bärbel Fuhrmann bei den Olympischen Spielen 1960

Bärbel Fuhrmann (* 29. März 1940 in Breslau, nach Heirat ab 1962 Bärbel von Fircks) ist eine ehemalige Schwimmerin aus der DDR. Sie wurde 1960 Olympiadritte mit der Lagenstaffel.
Bärbel Fuhrmann vom SC Empor Rostock belegte bei den DDR-Schwimmmeisterschaften 1959 hinter Jutta Langenau den zweiten Platz auf der 100-Meter-Schmetterling-Strecke. Von 1960 bis 1962 war sie DDR-Meisterin auf dieser Lage, 1963 und 1964 belegte sie den zweiten Platz hinter Ute Noack. 1963 gewann Bärbel von Fircks den DDR-Titel über 200 Meter Schmetterling.
Bärbel Fuhrmann stellte 1959 mit 1:14,2 min und 1960 mit 1:11,4 zwei DDR-Rekorde auf der 100-Meter-Schmetterling-Strecke auf. Als Bärbel von Fircks stellte sie 1963 mit 2:37,3 min einen DDR-Rekord über 200 Meter Schmetterling auf.
In Rom bei den Olympischen Spielen 1960 schied Bärbel Fuhrmann auf ihrer Spezialstrecke im Vorlauf aus. Die 4-mal-100-Meter-Lagenstaffel mit Ingrid Schmidt, Ursula Küper und Bärbel Fuhrmann aus der DDR und der BRD-Freistilspezialistin Ursel Brunner schwamm in 4:47,6 Minuten auf den dritten Platz hinter der US-Staffel und den Australierinnen.
Bärbel von Fircks war nach ihrer sportlichen Laufbahn Oberlehrerin und später stellvertretende Direktorin der 3. Sonderschule in Rostock.